# Rocchetta Ligure
Rocchetta Ligure – miejscowość i gmina we Włoszech, w regionie Piemont, w prowincji Alessandria.
Według danych na styczeń 2010 gminę zamieszkiwało 217 osób przy gęstości zaludnienia 21,5 os./1 km².